# NGC 3624
NGC 3624 في الفهرس العام الجديد، هي مجرة، تقع في كوكبة الأسد. اكتشفت في 27 ديسمبر 1827 بواسطة جون هيرشل.

## روابط خارجية
- NGC 3624 على موقع ويكي سكاي: DSS2, SDSS, GALEX, IRAS, Hydrogen α, X-Ray, Astrophoto, Sky Map, Articles and images